# 刘辅 (谏大夫)
劉輔（?—?），西漢河間郡（治所在今河北省獻縣）人，其為河間獻王劉德的後裔。漢成帝年間，劉輔因上書諫阻寵妃趙飛燕封后之事，觸怒漢成帝而被捕入獄，後在左將軍辛慶忌、右將軍廉褒、光祿勳師丹、太中大夫谷永等朝中大臣的求情下，減免死罪改罰做鬼薪（為宗廟砍拾柴火，以供日常之用），劉輔後來終老於家。

## 生平
劉輔出身河間國宗室，舉孝廉擔任襄賁縣县令。劉輔上奏論述國家政事的得失，汉成帝召見了他，賞識他的才能，提拔其為諫大夫。恰逢漢成帝打算立趙婕妤作皇后，先下詔書賜封趙婕妤的父親趙臨為列侯。劉輔上書勸諫道：
臣聽說上天如果贊同給與必然會預先賜給祥端的徵兆，上天如果有所背棄必然預先降下災禍，這是神明的徵兆與反應，乃是十分應驗的。從前周武王、周公順應天地之命，在討伐商紂王時，出現了白魚和赤烏的祥端之兆，然而君臣依舊心存敬畏，表情嚴肅地互相勸誡，何況到了漢代的末世，不僅沒有得到傳承子孫後代的福祉，還多次遭受上天發威震怒的譴責啊！即使朝夕自責，改正統治的辦法，敬畏天命，不忘祖宗的功業，好好選擇有德才的繼承者，考察選擇幽閒清靜有姿色的女子，以承繼宗庙，順從神靈的心意，滿足天下百姓的願望，這樣子孫的吉兆還擔心遲遲不到，現在居然被情慾所左右，傾心於卑賤的女人，想讓她母儀天下，不敬畏上天，在眾人面前不羞愧，臣感到莫大的困惑。民間俗諺說：「腐朽的木材不能用來做柱子，卑賤之人不可以作為天下之主。」上天和百姓都不同意的，必然有禍而無福，這是行走於街市和道路上的人都知道的道理，而朝廷裡居然沒有人肯向陛下說真話，臣暗暗地感到傷心。臣念念不忘因為是與陛下同姓才得到提拔的，空享受俸祿而對朝廷不忠，污辱諫諍之官的名譽，哪怕有生命危險，也不敢不盡忠職守，請陛下您深切地審察。
文書上奏以後，漢成帝派侍御史逮捕了劉輔，將他囚禁在掖庭秘獄裡，群臣都不知道其中的緣故。當時朝中的左將軍辛慶忌、右將軍廉褒、光祿勳師丹、太中大夫谷永等人一同上書說：
臣等聽說賢明的君王能用寬容的心態去聽取不同意見，崇尚諫爭的官吏，廣開忠直人士的仕途，對一些狂妄偏激的言論也不加以治罪，然後朝廷百官在自己的崗位上就能竭盡全力，忠誠地為朝廷出謀獻策，不必懼怕有後顧之憂，朝中沒有阿諛奉承的士人，天子沒有違背統治原則的過失。臣等私下所了解的諫大夫劉輔，以前曾以縣令的身份覲見陛下，被提拔為諫大夫，這說明他的言論必然有別於一般大眾的高明之處，符合皇上的心意，所以才能夠被提拔到這個職位。卻在很短的時間內，被收捕入獄，臣等斗膽，認為劉輔有幸托劉姓家族子弟之親，處於諫爭官的行列，新近從邊遠地區調來京師，不知道朝廷的規矩，自己觸犯了朝廷的忌諱，不值得深究他的過錯。小罪也就隱忍罷了，如果是大罪，則應該盡快交給司法官員懲處，讓眾人明瞭他的罪狀而處罰他。過去趙簡子殺害他的大夫鳴犢，孔子聽聞鳴犢的死訊，抵達黄河邊上就折返了。現在天心不悅，災害與異端多次降臨，水、旱災接連不斷，正是應當寬厚為懷，廣開言論，褒獎直言之士，充分了解下情的時候。卻反倒對敢於諫靜的大臣施行嚴刻峻急的誅殺，震驚朝廷內外大臣，使忠誠正直之士寒心。假使劉輔不是犯下直言之罪，他所犯的罪惡不明顯，天下百姓就不可能家喻戶曉。劉輔是因言論而顯貴的宗室與近臣，如果從端正親屬之間的關係和保持忠誠氣節的涵義來看，實在不適宜拘禁在掖庭秘獄裡。公卿以下大臣見陛下您任用劉輔時是那樣急速，而毀傷他時卻又如此突然，人人皆有恐懼之心，精進銳取的意志變得軟弱，不敢盡力保全節操和說真心話，這不是顯示有虞之聽，發揚美德之風的好辦法。臣等暗自深深表示憂傷，請陛下留神審查。
漢成帝於是將劉輔移至共工獄關押，減死罪一等，改判鬼薪之刑。日後劉輔老死於家中。

## 延伸阅读
[在维基数据编辑]
 《漢書·卷077》，出自班固《漢書》